# Syllepte cyanea
Syllepte cyanea is een vlinder van de familie van de grasmotten (Crambidae). De wetenschappelijke naam van deze soort is voor het eerst voorgesteld als Erilusa cyanea door Francis Walker in een publicatie uit 1866.
De soort komt voor in Brazilië (Amazonas).